# Drycothaea gaucha
Drycothaea gaucha es una especie de escarabajo longicornio del género Drycothaea, familia Cerambycidae. Fue descrita científicamente por Galileo & Martins en 2008.
Habita en Brasil. Los machos y las hembras miden aproximadamente 10-12,3 mm. El período de vuelo de esta especie ocurre en el mes de noviembre.